# 馬塔帕洛區
3°40′57″S 80°11′58″W / 3.6824°S 80.1994°W
馬塔帕洛區（西班牙語：Distrito de Matapalo），是秘魯的一個區，位於該國西北部通貝斯大區的薩魯米亞省，始建於1942年11月25日，面積392.3平方公里，海拔高度54米，2005年人口1,307，人口密度每平方公里3.3人。